# VfB Germania Halberstadt
VfB Germania Halberstadt is een voetbalvereniging uit de Duitse stad Halberstadt, in de deelstaat Saksen-Anhalt. De club werkt haar thuiswedstrijden af in het Friedensstadion in Halberstadt dat aan 5.000 toeschouwers plaatsbiedt. Van 2003 tot 2011 speelde de vereniging in de Oberliga NOFV-Süd en promoveerde dan naar de Regionalliga. In 2016 degradeerde de club, maar kon na één seizoen terugkeren..

## Geschiedenis
De club werd opgericht in 1900 als FC Germania 1900 Halberstadt. In 1908 werd in de regio Harz een competitie opgericht, die later ook opging in de Midden-Duitse voetbalbond. In het eerste verloor de club de titelfinale van FC Askania Aschersleben. In 1911 trok de club zich na één wedstrijd, die ze gewonnen hadden, terug uit de competitie, maar keerde een jaar later wel terug. In 1914 werd de club voor het eerst kampioen en doorbrak daarmee de zegereeks van stadsrivaal FC Preußen. In de Midden-Duitse eindronde verloor de club van FC Cöthen 02. Nadat de competitie in 1915 niet voltooid werd door perikelen in de Eerste Wereldoorlog werd de club in 1916 opnieuw kampioen, maar nam om een onbekende reden niet deel aan de eindronde. In 1917 namen ze wel deel, maar werden door Hallescher FC 96 verpletterd met 0-12. Een jaar later verloren ze opnieuw met zware cijfers van Halle, nu werd het 10-1. Enkel in 1919 verloor de club met een kleine score, 1-0 van Preußen-Wakcer Magdeburg. Na drie seizoenen in de middenmoot werd de Kreisliga afgevoerd en werd de competitie van Harz, als Gauliga Harz heringevoerd. 
Na de oorlog werd de competitie van Harz samen met drie andere competities verenigd in de Kreisliga Elbe. De competities bleven nog één seizoen apart bestaan, maar werden dan samen gevoegd. Germania was de enige club uit Harz die toegelaten werd in de hoogste klasse, die door clubs uit Magdeburg gedomineerd werd. De club domineerde de competitie nu en plaatste zich elk seizoen voor de eindronde, maar zo dominant als de club in de eigen regio was, zo weinig stelde ze voor op hoger niveau. Enkele keren kon de club één wedstrijd winnen, maar meestal werden ze al in de eerste ronde uitgeschakeld. 
In 1933 werd de competitie geherstructureerd. De Midden-Duitse bond werd ontbonden en de vele competities werden vervangen door de Gauliga Mitte en Gauliga Sachsen. De clubs uit Harz werden te licht bevonden voor de Gauliga Mitte en voor de Bezirksklasse Magdeburg-Anhalt plaatsten zich slechts twee clubs. De club speelde er tot 1939 en vocht meestal tegen degradatie. Na het uitbreken van de Tweede Wereldoorlog trok de club zich terug uit de competitie. Na de oorlog werden alle Duitse clubs ontbonden en in tegenstelling tot West-Duitsland mochten in Oost-Duitsland de clubs niet meer heropgericht worden.
In Halberstadt werd SG Halberstadt-Altstadt opgericht. In 1949 werd de club dan een BSG onder de naam BSG Reichsbahn en een jaar later werd dat BSG Lokomotive. De club speelde van 1958 tot 1962 in de II. DDR-Liga, toen de derde klasse en promoveerde dan door naar de DDR-Liga. Na één seizoen degradeerde de club naar de Bezirksliga Magdeburg, de II. DDR-Liga werd inmiddels ontbonden. De club keerde éénmalig terug van 1966 tot 1967 en daarna van 1971 tot 1975. In 1976 en 1979 kon de club nog telkens promotie voor één jaar afdwingen, maar speelde na 1980 enkel nog maar in de Bezirksliga. Na de Duitse hereniging werd de naam ESV Halberstadt aangenomen en ging de club in de Verbandsliga Sachsen-Anhalt spelen, dat na één seizoen van derde naar vierde klasse ging. In 1992 degradeerde de club verder naar de Landesliga. Nadat enkele afdelingen van de sportclub zelfstandig geworden waren nam de club in 1994 de naam VfB Halberstadt aan. De voetbal-, zwem- en kegelafdeling werden echter ook zelfstandig en de voetballers richtten FC Germania 1900 opnieuw op. Op 3 september 1997 fuseerden ze echter met VfB en nam zo de huidige naam aan. In 2000 kon de club terug promoveren naar de Verbandsliga, dat nu nog maar de vijfde hoogste klasse was. Na drie seizoenen stootte de club door naar de Oberliga Nordost. Door de invoering van de 3. Liga in 2008 werd dit vanaf dan de vijfde klasse. In 2011 promoveerde de club naar de Regionalliga en speelde daar vijf seizoenen. Na één jaar afwezigheid keerde de club terug tot in 2023 een nieuwe degradatie volgde. 

## Naamswijzigingen
- 1900 FC Germania Halberstadt
- 1947 Halberstadt-Altstadt
- 1949 opgericht als BSG „Reichsbahn" Halberstadt
- vanaf 1950 BSG Lokomotive Halberstadt
- vanaf 1990 ESV Halberstadt e. V.
- vanaf 1993 VfB Halberstadt 1994 e. V.
- vanaf 1994 FC Germania Halberstadt
- vanaf 1997 VfB Germania Halberstadt e. V.

## Bekende spelers
- Marvin Wijks

Oberliga Nordost-Nord:
SV 1908 Grün-Weiss Ahrensfelde ·
Berliner AK 07 ·
Berliner FC Preussen 1894 ·
SV Tasmania Berlin ·
Tennis Borussia Berlin ·
TuS Makkabi Berlin · 
SV Lichtenberg 47 ·
SV Sparta Lichtenberg ·
Eintracht Mahlsdorf · 
TSG Neustrelitz · 
FSV Optik Rathenow ·
Hansa Rostock II ·
Rostocker FC · 
Dynamo Schwerin ·
SC Staaken · 
FC Anker Wismar

Oberliga Nordost-Süd:
VfB Auerbach 1906 ·
FSV Budissa Bautzen · 
Bischofswerdaer FV 08 ·
SC Freital ·
BSG Wismut Gera ·
FC Grimma · 
VfB Germania Halberstadt ·
VfL Halle 1896 · 
VfB Krieschow ·
Ludwigsfelder FC · 
1. FC Magdeburg II ·
FC Einheit Rudolstadt · 
SG Union Sandersdorf · 
RSV Eintracht Stahnsdorf · 
FC Einheit Wernigerode ·
SV Blau-Weiß Zorbau